# Aias Salaminas
El Aias Salamina Football Club es un club de fútbol griego de la ciudad de Salamina. Fue fundado en 1931 y juega en la Delta Ethniki.